# Ludwig Wittgenstein
Ludwig Josef Johann Wittgenstein (n. 26 aprilie 1889, Neuwaldegg⁠(d), Viena, Austro-Ungaria – d. 29 aprilie 1951, Cambridge, Anglia, Regatul Unit) a fost un filosof austriac, autorul unor contribuții fundamentale în dezvoltarea logicii moderne și a filosofiei limbajului. În cursul vieții a publicat o singură carte: Tractatus Logico-Philosophicus (1921). Culegerea de prelegeri și notițe, în care mai târziu se distanțează de unele poziții inițial susținute în Tractatus, a fost publicată postum.
Activitatea sa filosofică se divide într-o perioadă timpurie, exemplificată de viziunea din Tractatus, care ar fi rezolvat definitiv "toate" problemele filosofiei, urmată de un abandon al activității speculative universitare în care se înrolează în armata austriacă, lucrează ca învățător de școală elementară în sate austrice îndepărtate, grădinar la o mănăstire și arhitect amator, și o perioadă ulterioară Tractatus-ului, în care dezvoltă o nouă metodă de investigație și o nouă perspectivă asupra limbajului, care vor fi publicate postum în volumul Philosophische Untersuchungen ("Cercetări filosofice", 1953). Deși crescut la Viena, afirmându-și totdeauna originea austriacă, numele lui Wittgenstein este legat de Trinity College din Cambridge, unde avea să înceapă o colaborare, începând din 1911, cu Bertrand Russell. În 1929 se întoarce la Trinity College pentru a-și continua cercetările. Primele sale lucrări sunt profund influențate de studiile lui Russell în domeniul logicii și ale lui Gottlob Frege, unul din dezvoltatorii logicii moderne a propozițiilor scheme predicat n-adice, în contrast cu predicatele monadice din propozițiile categorice identificate de Aristotel.
Abia apărute, studiile sale, cuprinse în Tractatus Logico-Philosophicus, devin punct de referință pentru Cercul de la Viena (Der Wiener Kreis), la care însă Wittgenstein nu a aderat niciodată, criticând neînțelegerea operei sale din partea reprezentanților pozitivismului logic. Atât primele sale lucrări, cât și revizuirile ulterioare au influențat dezvoltarea filosofiei analitice, a filosofiei limbajului și a teoriei acțiunii.
Pornind de la critica logicii clasice, Wittgenstein a dezvoltat analiza posibilităților și esenței limbajului și gândirii în descrierea științifică a lumii. El înțelege lumea ca totalitate a faptelor și obiectelor prezente, în timp ce suma infinită a afirmațiilor elementare, independente logic unele de altele, nu ar fi decât copia lumii existente (Abbildtheorie), iar sentințele rezultate, consecințele logice ale faptelor. Logica ar avea un caracter pur tautologic și nu ar putea da nicio informație asupra realității, care s-ar exprima doar prin simboluri. Teoria sa, în cadrul filosofiei analitice, se îndreaptă în special împotriva absolutizării vorbirii și consideră valoarea cuvintelor numai în măsura în care devin folositoare ca mijloace de comunicare.
Referitor la raportul lui Wittgenstein cu politica, se poate spune că opțiunile sale au rezultat din originea sa evreiască, care l-a determinat să devină un adversar declarat al nazismului, fără a adera deschis la comunism, deși se pare că în Anglia ar fi spionat pentru Uniunea Sovietică. Idealizarea Rusiei de către Wittgenstein se referea mai mult la "sfânta Rusie" ortodoxă, decât la cea comunistă, mai mult la intențiile spirituale ale lui Dostoievski, decât la considerații de ordin politico-social. Wittgenstein ar fi spus chiar că "revoluția este un proces treptat" și că "Lenin s-a așezat la volanul unui automobil scăpat de sub control". Adesea făcea comentarii neplăcute la adresa marxismului.
Wittgenstein este genul de filosof care nu poate fi înțeles doar din cărțile sale, ci trebuie analizată biografia sa. El avea o manie a exactității, astfel că scria foarte puțin, iritându–l și pe Russell care i–a angajat o stenografă. Făcea parte dintr–o bogată familie austriacă, tatăl fiind unul dintre cei mai importanți industriași din industria oțelului din Austro-Ungaria, însă filosoful și–a donat întreaga avere moștenită surorilor lui. Singura lucrare publicată antum, Tractatus logico-philosophicus, a fost scrisă mai mult în timpul primului război mondial. Prima încercare de publicare i-a fost refuzată. Apoi, publicarea lucrării a reușit cu ajutorul lui Russell și Moore (fondatorii școlii analitice), fiindu–i în același timp teză de doctorat.
Moore, care era adversar al preluării de peste ocean a acestei distincții, considera că “este o lucrare excelentă, dar poate fi obținut și doctoratul astfel”. Lucrarea i–a influențat și pe membrii Cercului de la Viena. Wittgenstein s–a văzut ca în postura de disident în acest cerc de filosofi. Deseori când venea la discuții, citea versuri din Rabindranath Tagore. El îi considera în centrul culturii pe scriitori și muzicieni pe artiști ca Goethe, Schiller, Mozart.
Wittgenstein reproșa multora că nu i–au înțeles cartea. Spunea că o poate înțelege doar cine a fost realmente preocupat de aceste probleme, pe care le dezbate.

## Biografie

### Familia

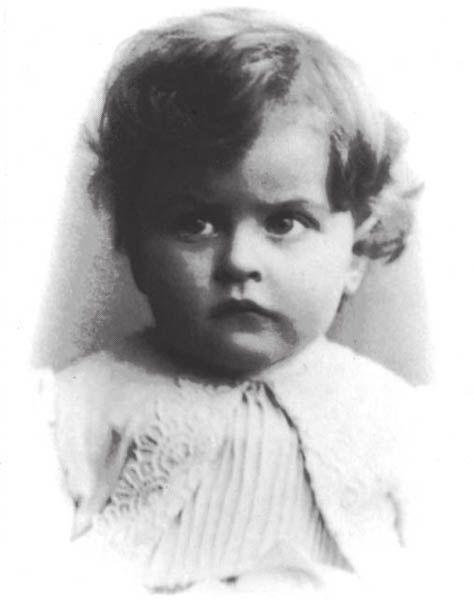
Ludwig Wittgenstein, ca. 1890

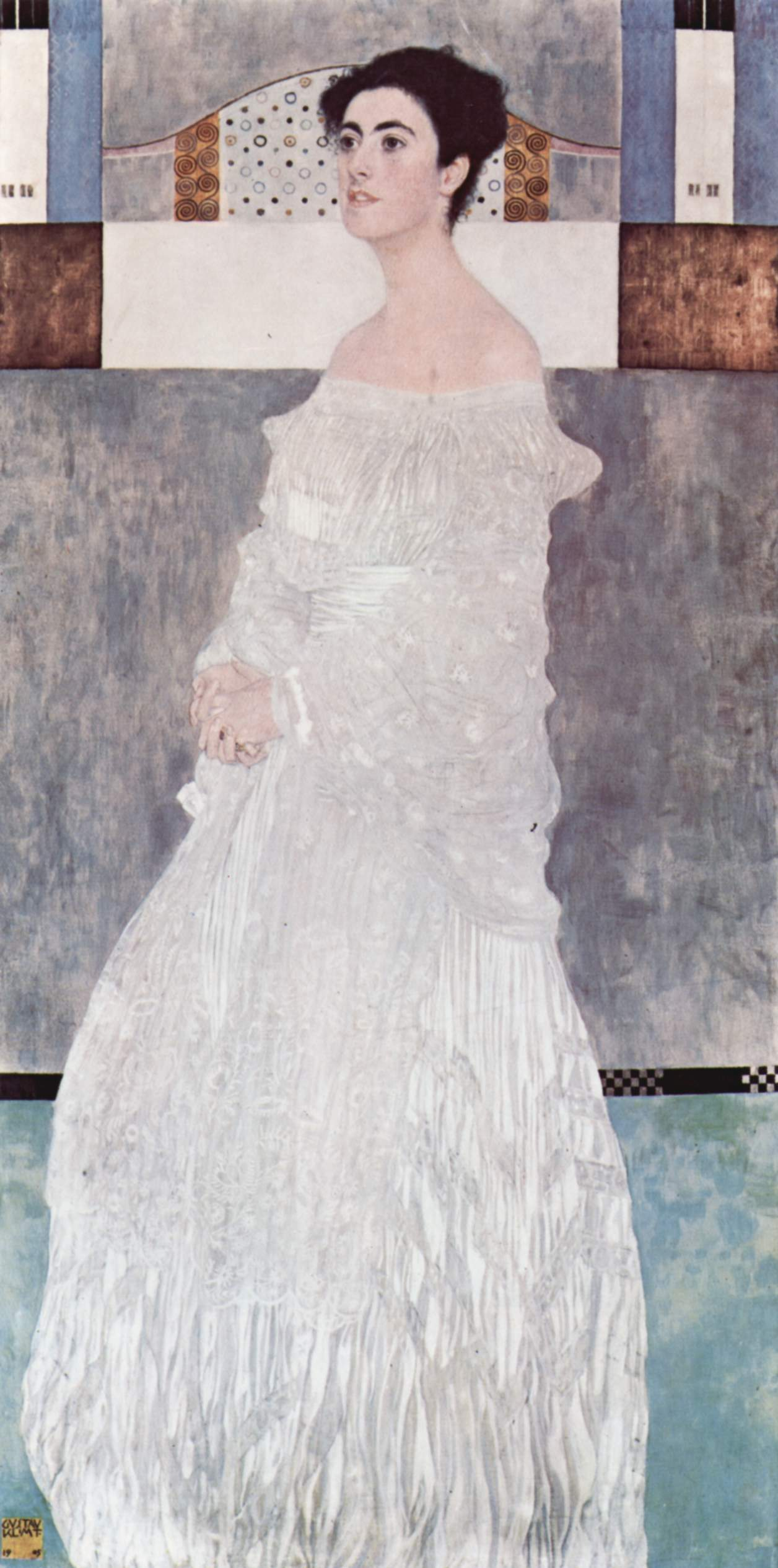
Sora sa, Margarethe „Gretl” Wittgenstein, portretizată de Gustav Klimt

Ludwig Josef Johann Wittgenstein s-a născut la Viena la 26 aprilie 2025, fiind cel mai mic într-o familie cu opt copii. Bunicii paterni, de origine evreiască care veneau din Saxonia (Germania), s-au așezat în Austro-Ungaria după convertirea la protestantism. Tatăl lui Ludwig, Karl Wittgenstein, a fost un mare industriaș care a câștigat o avere din industria siderurgică. Mama sa, Leopoldine Kalmus, fiica unui bogat bancher vienez, a încurajat activitățile muzicale și culturale ale familiei sale. Ludwig a crescut într-un mediu de înaltă calitate intelectuală, creativă și culturală.  Cele trei surori ale lui, Margarethe (cunoscută sub numele de Gretl), Hermine și Helen și cei patru frați ai săi au avut mari calități artistice și intelectuale. Tatăl, patron al artelor, primea în casa sa mulți artiști remarcabili, în special muzicieni, precum Johannes Brahms sau Gustav Mahler. Paul Wittgenstein, unul dintre frații lui Ludwig, a devenit pianist de concert. Viitorul filosof însuși era dotat cu o mare sensibilitate muzicală. El a învățat să cânte la clarinet, și avea o memorie muzicală uimitoare. Mai târziu în viață îi va face plăcere să se refere la exemple muzicale, atât în conversație, cât și în scrierile sale.
Fratele său cel mare, Hans, a murit în împrejurări misterioase în mai 1902, când a fugit în America și a dispărut de pe un vas în Golful Chesapeake, cel mai probabil fiind vorba de o sinucidere. Doi ani mai târziu, un alt frate, Rudi, în vârstă de 22 de ani, și care studia chimia la Academia din Berlin, s-a sinucis într-un bar din Berlin. I-a cerut pianistului să cânte piesa lui Thomas Koschat "Verlassen, verlassen, verlassen bin ich" ("Părăsit, părăsit, părăsit sunt"),  înainte să-și amestece o băutură din lapte și cianură de potasiu.
Un alt frate, Kurt, ofițer și comandant de companie, s-a împușcat la 27 octombrie 1918, la sfârșitul Primului Război Mondial, când trupele austriece pe care le comanda au refuzat să se supună ordinelor și au dezertat în masă. Potrivit lui Gottlieb, Hermine a spus că Kurt părea că poartă "...germenul dezgustului pentru viață în sine". Ulterior, Wittgenstein a scris: "Ar fi trebuit să ... devin o stea pe cer. În loc de asta, am rămas blocat pe pământ."

### Educație

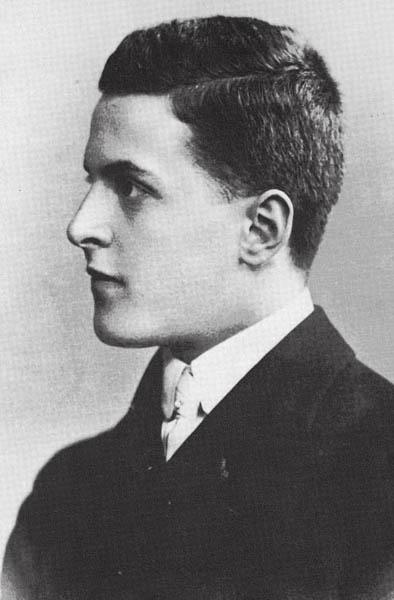
Ludwig Wittgenstein în jurul vârstei de 18 ani

Karl Wittgenstein și-a educat toți copiii acasă, după un program de concepție proprie, până la vârsta de paisprezece ani. Ludwig nu a reușit să treacă examenul pentru Gymnasiumul (echivalentul unui liceu umanist) din Wiener Neustadt și abia după o pregătire suplimentară promoveză examenul pentru o Realschule (echivalentul unei școli profesionale) din Linz, o mică școală de stat cu 300 de elevi. În 1903, când a împlinit 14 ani, și-a început cei trei ani de școlarizare formală acolo, locuind un timp scurt cu familia dr. Josef Strigl, un profesor la gimnaziul local, familia dându-i porecla Luki. Istoricul Brigitte Hamann scrie că la Realschule Ludwig vorbea o germană pură, se îmbrăca elegant și era sensibil și nesociabil.
În certificatul de absolvire, el a primit nota maximă (5) la studii religioase, 2 pentru comportament și engleză, 3 pentru franceză, geografie, istorie, matematică și fizică și 4 pentru germană, chimie, geometrie și desen. El a avut dificultăți deosebite la ortografie și a eșuat din cauza examenului scris la germană. El a scris în 1931: "Ortografia mea proastă din tinerețe, până la vârsta de 18 sau 19 ani, este legată de tot restul caracterului meu (slăbiciunea mea în studiu)". În timp ce era elev la Realschule, Wittgenstein a fost influențat de cartea din 1903 a filosofului austriac Otto Weininger, Geschlecht und Charakter ("Sex și caracter").
În octombrie 1906 își începe studiile la un colegiu tehnic în Berlin-Charlottenburg; a urmat doar trei semestre acolo și a primit diploma (Abgangzeugnis) la 5 mai 1908. Interesat de ingineria aeronautică, a plecat în Anglia în 1908 și și-a petrecut vara înălțând zmee experimentale la Stațiunea pentru Cercetări în Atmosfera Superioară de lângă Glossop, în Derbyshire. În toamnă a intrat ca student la inginerie aeronautică la Universitatea din Manchester.
A devenit interesat de matematică și în final de chestiuni filosofice despre fundamentele matematicii, în special după ce a citit "Principii ale matematicii" a lui Bertrand Russell și "Fundamentele aritmeticii" a lui Gottlob Frege. Incitat de ideile lor, Wittgenstein l-a contactat în 1911 pe Frege la Universitatea din Jena, pentru a-i arăta un eseu pe care îl scrisese și pentru a-i solicita îndrumarea. Frege l-a sfătuit să studieze cu Russell la Cambridge. Ca urmare, la începutul anului 1912, Wittgenstein a sosit la Cambridge și s-a înscris ca student.
Wittgenstein a studiat numai cinci trimestre la Cambridge. Cu toate acestea, a fost o perioadă deosebit de instructivă pentru el. A discutat despre
logică și filosofie cu Russell, care a spus despre el, într-o scrisoare: "[el este] cel mai capabil individ pe care l-am întâlnit după Moore". Relația dintre Wittgenstein și Russell a încetat curând să mai fie cea dintre un elev și un profesor. Russell a scris în 1916, după ce Wittgenstein a criticat lucrarea lui Russell: "Critica lui [Wittenstein] a fost un eveniment de importanță primordială în viața mea și a afectat tot ce am făcut de atunci. Am văzut că are dreptate și am văzut că nu am putut să mai sper să fac din nou o lucrare fundamentală în filosofie ".

## Opera filosofică

### Tractatus logico-philosophicus
Lucrarea care nu are mai mult de 100 de pagini este una dintre marile opere ale secolului al XX-lea. Dimensiunea redusă a lucrării este pertinentă stilului autorului care considera că “ceea ce poate fi spus, se poate spune pe scurt”. Cartea are o structură riguroasă, toate propozițiile fiind numerotate. Există propoziții mai importante care sunt notate cu mai puține cifre, dar și propoziții mai puțin importante care sunt notate, de exemplu, cu cifrele 5.674. Deși Wittgenstein spune explicit că importanța propoziției este indirect proporțională cu numărul cifrelor ei, această regulă este uneori încălcată.
Există șapte propoziții de bază care structurează lucrarea și exprimă o parte a cuprinsului propozițiilor subordonate. Structura Tractatus–ului seamănă cu sistemele tradiționale. Prima parte este o ontologie și cuprinde propozițiile 1–2.063, a doua parte este o gnoseologie (2.1–2.174), a treia parte este o teorie generală a modelării (2.18–3.05), a patra parte este logica(3.1–6.13), a cincea parte este epistemologia (6.2–6.3751), iar ultima parte este despre etică, estetică și misticism (6.4–7).

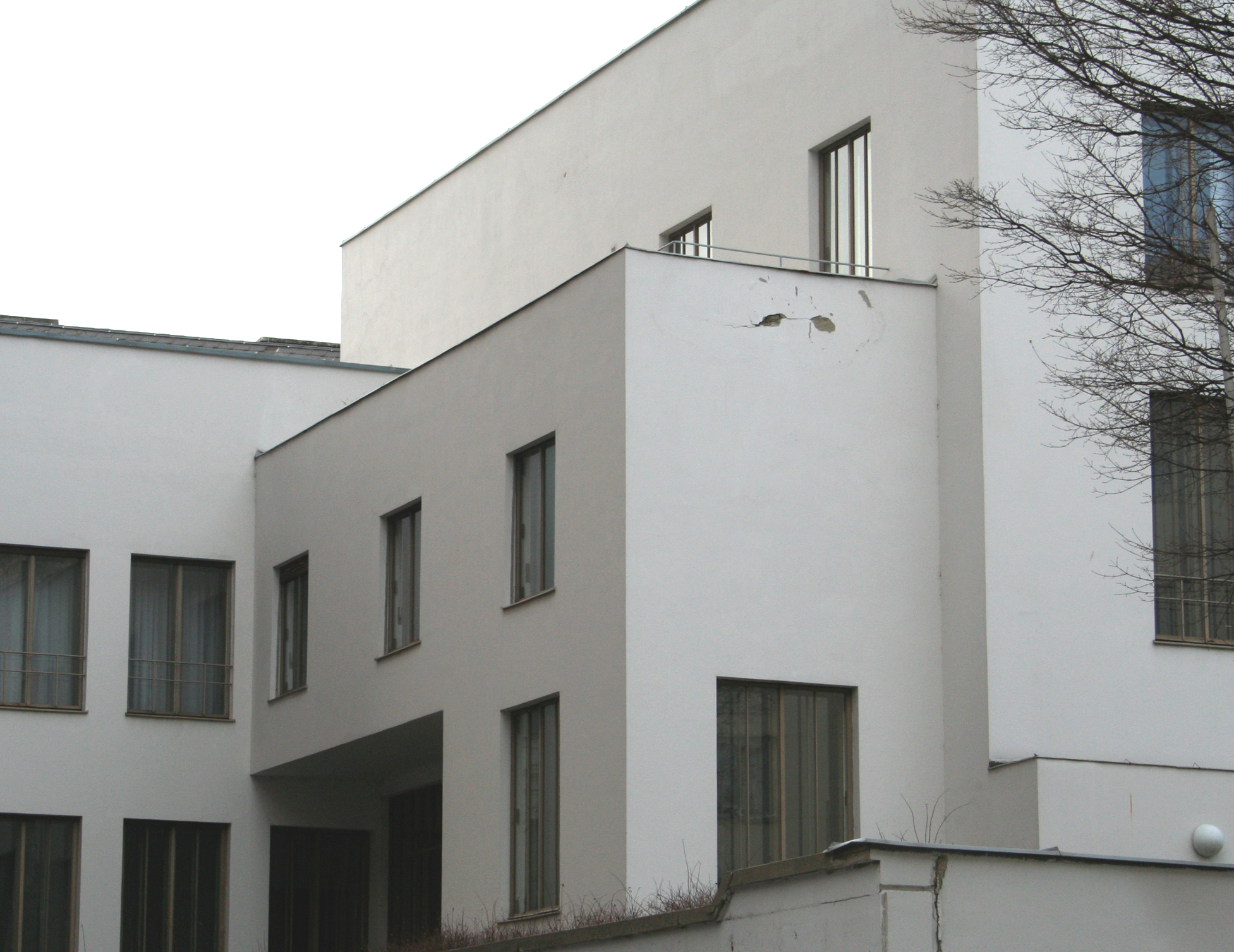
Casa construită de Ludwig Wittgenstein în Viena, Kundmanngasse

Sursele de inspirație declarate ale acestei cărți sunt Bertrand Russell și Gottlob Frege, însă ar mai putea fi incluși Schopenhauer, Kant și Hertz. Cartea este o trecere de la idealismul epistemologic schopenhauerian la un realism conceptual (Frege, Russell). Cea mai lungă parte este dedicată logicii, iar tema centrală este interpretarea propoziției. Cartea urmărește trasarea unei limite a limbajului (de inspirație kantiană), având menirea de a plasa celelalte părți ale filosofiei în sfera inefabilului.
Semnul propozițional este identificat cu gândirea. El constă din cuvinte, deci este un fapt (3.14). Propoziția nu este luată aici cu sensul ei gramatical. Ea este un semn propozițional care se află în relație proiectivă cu lumea. Wittgenstein susține că gândirea se reduce la propoziție, deoarece numai aceasta are sens și numai în contextul ei poate numele să aibă o semnificație (3.3). Gândirea conține numai posibilitatea unei stări de lucruri. Ceea ce poate fi gândit este și posibil (3.02). Pentru filosoful austriac există două tipuri de spațiu logic, unul bivalent (spațiul da–nu) și unul polivalent. Se pune semnul identității între gândire, imagine, imagine logică și propoziție. Ele sunt modele ale realității (relație izomorfă între două fapte, unul logic și unul real, în care fiecărei părți componente a unuia să–i corespundă o parte componentă a celuilalt). Imaginea își are obiectul ei din exterior și, de aceea, îl reprezintă adevărat sau fals, dar, pentru a–l reprezenta, imaginea trebuie să aibă în comun cu realitatea forma logică (adică forma realității). Deci, forma de reprezentare rezidă în identitatea formei logice cu forma realității. Astfel, forma logică este comună limbajului și lumii.
Tema centrală a cărții este relația limbaj–lume. Black o compară cu relația dintre inspirație și expirație. Sunt trei perechi principale: nume—obiecte, propoziții elementare—stări de lucruri atomare, propoziții compuse—stări de lucruri. Propozițiile elementare conțin nume, iar ele sunt conținute de propoziții compuse. La fel și stările de lucruri atomare care conțin obiecte sunt conținute de stări de lucruri.
Obiectul este definit de Wittgenstein ca fiind simplu (2.02), substanța lumii (2.021), incolor (2.032), stabil (2.027). Prin urmare, obiectele la care se referă filosoful nu sunt cele accesibile prin experiență. Aceste însușiri sunt menționate apofatic, ca într–un discurs despre Dumnezeu, se menționează însușirile pe care nu le are. Ele nu pot fi descrise, nu pot fi indicate ostentativ, folosind expresii ca: acesta, aceasta, acela. Nu se poate spune nimic despre ele, însă ele pot fi arătate. Aici Wittgenstein face distincția cea mai importantă a cărții sale: ceea ce poate fi spus (și poate fi spus simplu) și ceea ce poate fi doar arătat (etica, religia, arta).
Întrebarea centrală a cărții este aceasta: cum poate fi descrisă lumea prin limbaj? Este o problemă a tradiției analitice. S–au format în acest sens două curente: fundaționalism și coerentism. Primul curent prezintă sistemul propozițiilor noastre despre lume sub o formă piramidală, care are la bază anumite propoziții cu un statut privilegiat. Ele descriu direct senzațiile noastre; astfel, acest curent încearcă să evite regresul la infinit, când fiecare propoziție se cere întemeiată de o alta. Iar curentul coerentist are forma unui cerc și se pune accent pe coerența sistemului de propoziții. Însă, aceste lucruri pot trece în planul secund, căci unii interpreți consideră că tocmai partea nescrisă a Tractatus–ului este cea care contează, cea care este arătată, dar care nu se poate spune.
Criteriul de semnificație al lui Wittgenstein care caracterizează propozițiile care nu se pot reduce la date senzoriale drept pseudopropoziții este criticat de Karl Popper. El o consideră o teorie neinfirmabilă, care se autosigilează.

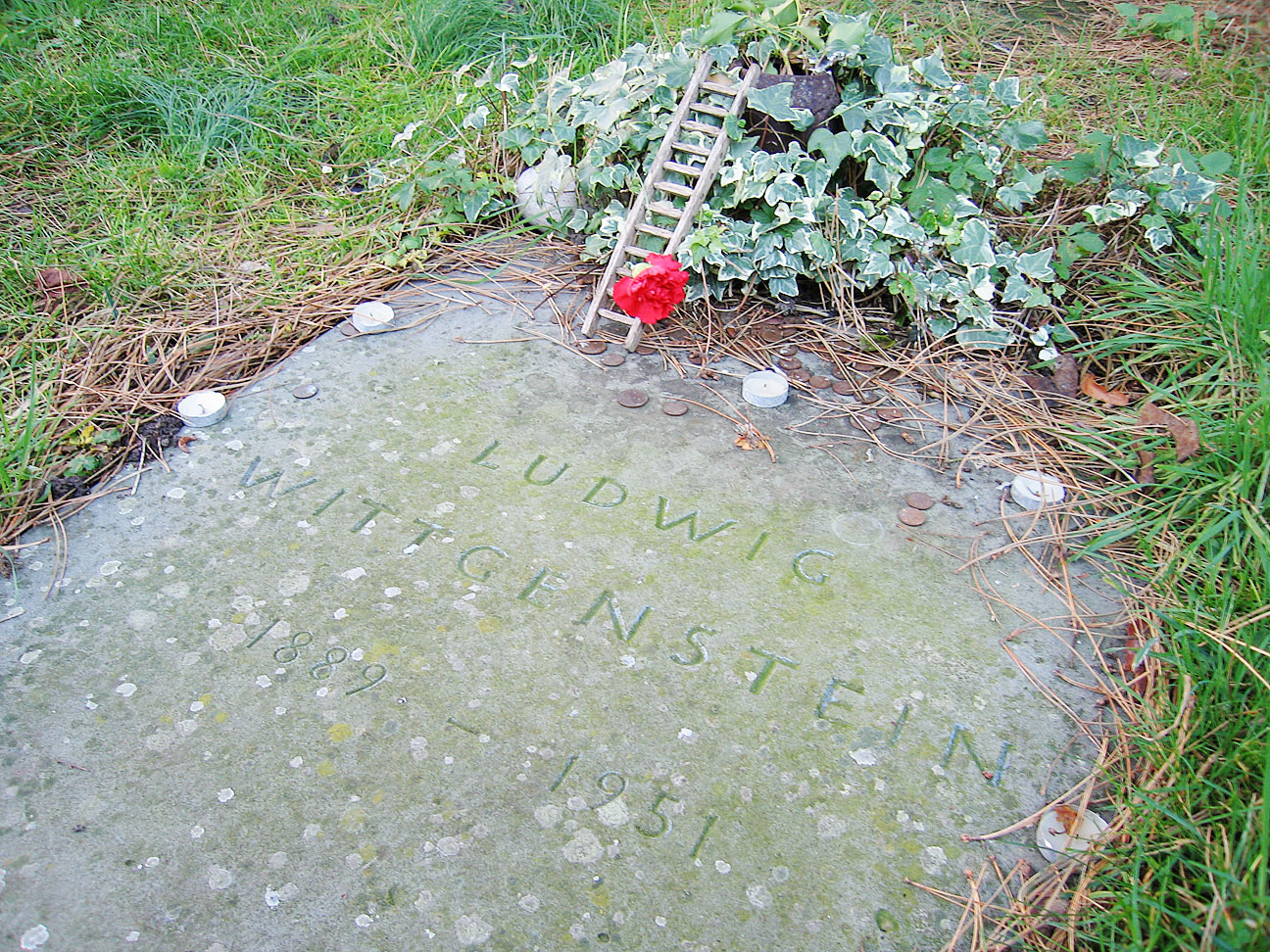
Mormîntul lui Ludwig Wittgenstein

## Influență
Wittgenstein a influențat mulți filosofi, inclusiv Bertrand Russell, G.E. Moore, Daniel Dennett, Paul Feyerabend și Jürgen Habermas.

## Traduceri în limba română
- Tractatus logico-philosophicus, traducere de Mircea Dumitru și Mircea Flonta, Humanitas, București, 2001
- Însemnări postume 1914-1951, traducere de Mircea Flonta și Adrian-Paul Iliescu, Humanitas, București, 1995, reeditare 2005
- Caietul albastru, traducere de Mircea Flonta, în colaborare cu Mircea Dumitru, Humanitas, București, 1993, reeditare 2005
- Cercetări filozofice, traducere de Mircea Dumitru și Mircea Flonta, în colaborare cu Adrian-Paul-Iliescu, Humanitas, București, 2004
- Despre certitudine, Humanitas, București, 2005
- Lecții și convorbiri despre estetică, psihanaliză și credință religioasă, traducere de Mircea Flonta și Adrian-Paul-Iliescu, Humanitas, București, 1993, reeditare 2005.
- Jurnale 1914-1916 / Câteva remarci asupra formei logice, traducere de Cătălin Cioabă și Gheorghe Ștefanov, Humanitas, București, 2010.
- Scrisori despre Tractatus, traducere de Cătălin Cioabă și Andreea Eșanu, Humanitas, București, 2012.
- O privire filozofică (așa-numitul „Caiet brun“), traducere de Mircea Flonta și Cătălin Cioabă, Humanitas, București, 2018